# 蔡李佛拳
蔡李佛拳是中國武術的一個南拳門派，是融合了蔡家拳、李家拳、佛家拳的一種拳術。1830年代，由廣東新會人陳享創立。經過一百多年的發展，不僅风行岭南，還遍及亚、欧、美、非、澳五大洲许多国家和地区。据统计，超过35个国家和地区设有蔡李佛武馆学院与联会。

## 歷史
陈享（1806－1875）是廣東新会崖门镇京梅村拱北里人。7岁隨族叔陳遠護街頭賣技。陳遠護年老退休後，時年15岁的陳享便開始在崖西坑头村及新会各等馆处任教拳。1827年，陳享去羅浮山白鶴觀拜蔡福禪師為師，學習「蔡家拳」；其後陈享拜新會七堡人李友山學習李家腳與棍法。此後數年，又到廣西八排山闸建寺拜佛家的青草禪師為師，學習佛家掌掌法。融會貫通蔡、李、佛3家拳法，创编的拳派以3位师傅姓氏为名，而稱之為「蔡李佛拳」。故有「蔡家拳」、「李家腳」、「佛家掌」之稱。
1836年，在家乡新會崖西京梅鄉“缘福陈公祠”设立“洪圣”馆。依據《蔡李佛纪事年历记载》，1845年（清朝道光二十五年），陈享指派众多高徒到广东乃至广西等地设置“洪圣武馆”达44间，后改雄胜馆（“雄”用广东话也是念“洪”音）。
1856年，陳享因被懷疑秘密協助師兄陳松年領導三合會於新會江門率紅巾軍起義，而被清廷追捕，被逼逃出國門，前往香港和南洋等处。
鸦片战争之后，广东沿海成千上万人远走南洋和海外各地。陈享被迫远走南洋时，任教于南洋广东会馆和南洋福建会馆，后来也赴南洋的一个金山埠任教于中国会馆3年。
陈享晚年返回家乡，编成《蔡李佛技击学》、《蔡李佛派练拳行功秘要》等多本武术专著（近年後人傳出，未能考證是否陈享本人編著），形成了系统而完善的武术体系。
陈享传下陈安伯、陈官伯、龙子才、张炎等第2代「蔡李佛大师」，第3代弟子主要有陈文彬、陈耀墀、陈兆雄、梁贵、蔡伯达、蔡伯雄、颜耀庭、黄福荣、雷灿、阮系、李恩、陈盛、陈长毛、方玉书
等。

## 拳術內容
蔡李佛拳基本上是以掛、哨（掃）、插為主，融合了佛家掌法、蔡家拳短手與腿技，再加上李家的長手打法，偏身偏馬，步稳架大。出名招式有連環插捶、扭馬掛捶、姜子锤等。吸气蓄劲，吐气发声。动作舒展，肩松腰活。套路和各种练习方法均具有科学性和合理性。初学者容易入门。
拳術以「穿、撈、掛、捎、插；擒、拿、鏢、頂、撞」十口訣為主，另有「陰、陽、剛、柔、虛、實、偷、溜」八心訣，被稱「南拳北腿佛家掌」，有「北拳南方化」的特點。
陈享遗著《蔡李佛派练拳行功秘要》对练习方法如此论述：“本门练习程序分为两个阶段，每阶段分为甲、乙、丙三级。第一阶段分为：初基先导、二合刚柔、三动静虚实。第二阶段分为：一练内功、二器械及串 子、三沙包及各种椿法。使学者循序渐进，于底而成。”其套路散手，多以模拟实战来设计，能有效地制敌，在生死搏斗中战胜敌人。而一般练武者，只要坚持锻 练。对身体和关节各部都有很好的医疗保健作用，促进新陈代谢，延年益寿。
主要拳術內容有五輪馬（马步套路）、五輪搥（扯拳）、铁箭长拳、十字扣打拳、平拳、白毛拳、八卦心拳、花拳（小梅花拳（小青）、大梅花八卦拳）、大十字拳、小十字拳。主要器械為双夹单棍（又名双包单棍）、行者棒、虎尾棍、扁拐双头棍、長棍、五郎八卦棍、櫻鎗、梅花双（單）刀、柳月刀、關刀、鋤頭、大耙、双插。
、
今日在江门市新会区崖西京梅鄉陈家保留下来的拳谱有39本（分为初级拳、中级拳、高级拳），对折类54本，器械类64本，桩类练习法18本（俗称18木人桩），狮艺套路9套在一本笈内，从始祖流传下来蔡李佛的套路大概有150多套。套路谱笈合共193本，因为两人对拆分为两本，三人对拆分为三本，四人对拆分为四本等。并非有193套武术套路。
技击手法有30 种，掌法有28种，桥法有29种，槌（拳）法有35种，身法有14种，脚法有16种，步法有18种。为免同门相残，订下“嗌、嘀、嘩、吓、鹤”五音为标志 以识别蔡李佛同门。
套路有49套，分初(10套)、中(10套)、高级(29套)：初级拳有：五轮马、五轮搥、四门桥走生马、小梅花拳、小十字拳、十字截虎拳、平拳、平争拳、十字扣打拳、工字拳（又名伏虎拳）。中级拳有：小八卦拳、八卦心拳、大八卦拳、义壮八卦拳、梅花八卦拳、洪人八卦拳、鬥虎八卦拳、达庭八卦拳、铁箭长拳、白毛拳。高级拳有：佛掌拳、龙虎拳、小五形拳、五形八卦拳、大五形拳、小十形拳、大十形拳、左右单脚拳、醉八仙拳、蛇鹤拳，虎形拳、龙形拳、豹形拳、鹤形拳、狮形拳、象形拳、马形拳、猴形拳、彪形拳、虎鶴双形、龙形八卦掌、十八罗汉易筋拳、罗汉伏虎拳、太极拳、无极拳等。
器械套路60多套有双夹单棍、扁拐双头棍、梅花枪棍、抽杀八卦棍、大雄旗棍、潜龙单头棍、蟠龙单头棍、五点梅花单头棍、蟠龙双头棍、行者双头棍 （行者棒）、双龙夹气棍、左右八卦单刀、小梅花双刀、七星梅花双刀、碎手扇、飞龙扇、金龙扇、青龙梅花剑、达摩剑、雌雄双剑、左右十三枪、扣刹八卦槍、两头枪、钩镰枪、蛇茅枪、铁锄、小金刚耙、金刚大耙、金钱戟、方天戟、单板斧、九齿耙、长桥凳、春秋大刀、蔡阳刀、关刀、七星铫、铲马刀、拦门寨刀、鬼头刀、单指挥刀、双指挥刀、三节棍、双匕首、双铜锏、双铜锤、护手双钩、双斧头、梅花双鞭、九节鞭、飞铊、单刀鞭、单刀藤牌碟、双藤牌碟、双虎头牌、九龙叉等。
对拆拳套路有虎豹拳对拆、蛇鹤拳对拆、龙虎拳对拆、马象拳对拆、猴彪拳对拆、五形拳對拆、白毛拳對拆蛇鹤拳。还有两人兵器对拆、三人兵器对拆和四人兵器对拆等几十套。此外练功桩法有：秤桩、沙包桩、马桩、碎手桩、穿龙桩、三星拳桩、三星刀桩、小八卦拳桩、大八卦拳桩、梅花棍桩、小竹林拳桩、大竹林拳桩、小梅花拳桩、大梅花拳桩、小梅花扇桩、大梅花扇桩、小开门桩、大开门桩共十八种。

## 歷代知名拳師

### 張炎（佛山鴻勝）（蔡李佛）
張炎(1824年－1893年)，(1856年左右在香港)隨陳享學習拳術八年。 张炎所學的蔡李佛拳包括有：马步套路，扯拳，平拳，十字扣打拳（又名大十字拳），长拳 （又名铁箭长拳），花拳 （又名梅花拳）等。
1867年陳享再派张炎去佛山接任陳典桓在1848年開辦的鴻勝館。因为他把鴻勝館弄得有声有色，后人誤會以为他的名字是張鴻勝。杰出门徒有陈盛，雷灿、阮系、李恩、黄宽、黄四、张三炳、陈棉、李苏等。

### 陈盛
陈盛(1864年-1926年)，生于佛山衙旁街一户貧窮人家。人称吽盛，祖籍三水，少年时曾拜周金彪习拳，后拜张炎为师。
光绪年间，陈盛继任佛山鸿胜馆，迁到衙旁街。后有館人違反大清律例，清朝派官員围捕：陈盛避走香港。而香港鸿勝館亦涉及三合會，受到香港政府当局排斥，借故陈盛“犯事”為理由，查封了香港“洪圣馆”，而陈盛被香港当局递解出境。
清末，陈盛重返佛山重開衙旁街鸿胜馆。陈盛掌教30余年，设有太上庙、黄巷、莺岗、山紫、莲华、大桥头等分馆约20家，连同螺涌社、协联社、远联社等外围狮会。门徒有钱维方、胡云綽、李旺、汤锡、陈雄志、黄乐、余告、黄昌、谢宽、崔章、李昌、许钊、张活、肖二、肖礼、陈艺林等
可惜1926年，陈盛在贫病中去世。

### 雷燦（廣州鴻勝）（蔡李佛）
張炎傳人雷燦在廣州市惠愛西路設鴻勝支館（1900年代），傳徒譚三。

### 譚三（廣州北勝） （蔡李佛／洪家）
譚三，廣東開平縣人，幼時在江門隨阮泰學洪拳，擅使雙掛搥，隨後再投鴻勝蔡李佛雷燦學習(一說是李恩、張炎徒)。創立了不少手法。譚三其後設館於廣州市小北譚家祠(1920年代)，及後，眾門徒相議後，因其根據地為小北，所以改稱北勝。

## 外部連結
- 恩平拳
- 始祖館
- Sam Go Kick 蔡李佛 （页面存档备份，存于）